# Sialis klingstedti
Sialis klingstedti là một loài côn trùng trong họ Sialidae thuộc bộ Megaloptera. Loài này được Vshivkova miêu tả năm 1985.